# Gaius villosus
Gaius villosus (лат.) — вид мигаломорфных пауков, единственный в составе монотипического рода Gaius из семейства Idiopidae. Эндемик Австралии. В 2018 году зафиксирована смерть самки 43-х лет, рекорд для пауков.

## Распространение
Западная Австралия.

## Описание
Пауки среднего размера коренастого телосложения. Основная окраска Gaius villosus коричневая. Головогрудь длиной около 16 мм (ширина 13 мм), брюшко длиной 20 мм (ширина 16 мм). Восемь глаз расположены в три ряда: 2, 2, 4 (передняя пара глаз крупнее средней; передние глаза касаются края клипеуса). Ноги короткие и толстые, длина от 3 до 5 см. Живут в вырытых ими земляных норах, которые закрывают специальной крышкой-дверью из смести паутины и мусора.
Паук-долгожитель, за которым зафиксирована рекордная продолжительность жизни среди всех пауков. Наблюдения, начатые в 1974 году в регионе Уитбелт в Юго-Западной Австралии (North Bungulla Reserve, Tammin) привели исследователей из Кертинского университета (88-летняя Барбара Йорк Мэйн и ее коллеги) к выводу, что одна из умерших в 2018 году самок имела возраст 43 года.

## Классификация
Вид был впервые описан в 1914 году австралийским арахнологом и энтомологом Уильямом Джозефом Рейнбоу (William Joseph Rainbow; 1856—1919), автором первого каталога пауков Австралии. Долгое время включался в состав рода Anidiops под именем Anidiops villosus, а в 2017 году восстановлен в своём первоначальном именовании в составе монотипического рода Gaius.